# Enrico Fermi (nave)
La nave Enrico Fermi della Marina Militare Italiana doveva essere un'unità di supporto logistico e di rifornimento di squadra a propulsione nucleare.
Il progetto nasce nel dicembre 1966 sulle ceneri di quello per la realizzazione del sottomarino a propulsione nucleare "Guglielmo Marconi" arenatosi in seguito al veto statunitense.
La nave, la cui costruzione era affidata a Italcantieri (oggi Fincantieri S.p.A.), avrebbe dovuto possedere una lunghezza di 175 metri e un dislocamento di 18 000 tonnellate e la propulsione (così come la potenza necessaria per tutte le attività di bordo) sarebbe stata garantita da un reattore nucleare da 80 MW elettrici derivato dal modello sperimentale R.O.S.P.O.